# Felipe Saad
Felipe Patavino Saad (Santos, 11 de septiembre de 1983), conocido como Felipe Saad, es un futbolista profesional brasileño que juega como defensor. También posee la ciudadanía italiana.
Mientras jugaba en el Guingamp, entonces en la Ligue 2, Saad jugó la final de la Copa de Francia de 2009, donde derrotaron al Rennes.

## Carrera
En julio de 2015, Saad fichó por el Estrasburgo procedente del Caen, firmando un contrato de dos años.
En julio de 2019, Saad llegó a la Ligue 2 para jugar en el París FC como rival del FC Lorient. Ha encontrado nuevas caras a lo largo del tiempo en los encuentros contra Lorient con la llegada de los defensas Julien Laporte y Thomas Fontaine para la temporada 2019–20.

## Vida personal
Saad tiene ascendencia italiana y libanesa a través de su abuelo.

## Honores
- Copa de Francia: 2009